# Championnat du Népal de football 2013-2014
Navigation
Saison précédente Saison suivante
La saison 2013-2014 du Championnat du Népal de football est la quarante-deuxième édition de la A Division League, le championnat de première division au Népal. Les treize formations sont réunies au sein d'une poule unique où elles s'affrontent une fois au cours de la saison. Les six premiers disputent la Super League pour le titre tandis que les deux derniers du classement final sont relégués en deuxième division. Toutes les rencontres sont disputées au Stade Dasarath Rangasala. 
C'est le Manang Marsyangdi Club qui remporte la compétition cette saison après avoir terminé en tête du classement final, avec un seul point d'avance sur Machhindra FC et trois sur le tenant du titre, Nabil Three Star Club. Il s'agit du septième titre de champion du Népal de l'histoire du club.
Pour une raison indéterminée, New Road Team ne prend pas part à la compétition. Le club est remplacé par Boys Union Club.

## Les clubs participants
- Boys Union Club
- Manang Marsyangdi Club
- Rani Pokhari Corner Team
- Yeti Himalayan Sherpa Club
- Jawalakhel Youth Team
- Sankata Boys Sports Club
- Nepal Army Club
- Népal Police Club
- Nabil Three Star Club
- Friends Club
- Nepal Armed Police Force Team
- Machhindra FC
- Saraswoti Youth Club

## Compétition
Le barème de points servant à établir les différents classements se décompose ainsi :
- Victoire : 3 points
- Match nul : 1 point
- Défaite : 0 point

### Première phase
| Rang | Équipe                        | Pts | J  | G | N | P  | Bp | Bc | Diff |
| ---- | ----------------------------- | --- | -- | - | - | -- | -- | -- | ---- |
| 1    | Manang Marsyangdi Club        | 26  | 12 | 8 | 2 | 2  | 23 | 5  | +18  |
| 2    | Nabil Three Star ClubT        | 24  | 12 | 7 | 3 | 2  | 19 | 11 | +8   |
| 3    | Népal Police Club             | 22  | 12 | 6 | 4 | 2  | 22 | 8  | +14  |
| 4    | Sankata Boys Sports Club      | 22  | 12 | 6 | 4 | 2  | 15 | 6  | +9   |
| 5    | Machhindra FC                 | 19  | 12 | 5 | 4 | 3  | 16 | 10 | +6   |
| 6    | Nepal Armed Police Force Team | 18  | 12 | 5 | 3 | 4  | 17 | 19 | -2   |
| 7    | Yeti Himalayan Sherpa Club    | 16  | 12 | 4 | 4 | 4  | 16 | 16 | 0    |
| 8    | Friends Club                  | 15  | 12 | 4 | 3 | 5  | 13 | 14 | -1   |
| 9    | Saraswoti Youth Club          | 15  | 12 | 4 | 3 | 5  | 9  | 13 | -4   |
| 10   | Nepal Army Club               | 13  | 12 | 2 | 7 | 3  | 12 | 11 | +1   |
| 11   | Jawalakhel Youth Team         | 13  | 12 | 4 | 1 | 7  | 9  | 20 | -11  |
| 12   | Rani Pokhari Corner Team      | 4   | 12 | 2 | 1 | 9  | 10 | 24 | -14  |
| 13   | Boys Union Club               | 4   | 12 | 1 | 1 | 10 | 8  | 32 | -24  |

|  | Qualification pour la Super League |
|  | Relégation en deuxième division    |
|  | T : Tenant du titre                |

### Super League
Les clubs conservent les points acquis lors de la première phase.
| Rang | Équipe                        | Pts | J  | G  | N | P | Bp | Bc | Diff |  | Résultats (▼ dom., ► ext.)    | Man | Mac | Nab | Pol | San | APF |
| ---- | ----------------------------- | --- | -- | -- | - | - | -- | -- | ---- |  | ----------------------------- | --- | --- | --- | --- | --- | --- |
| 1    | Manang Marsyangdi Club        | 35  | 17 | 11 | 2 | 4 | 31 | 13 | +18  |  | Manang Marsyangdi Club        |     | 0-4 | 1-2 | 2-0 | 2-0 | 3-2 |
| 2    | Machhindra FC                 | 34  | 17 | 10 | 4 | 3 | 26 | 12 | +14  |  | Machhindra FC                 |     |     | 2-1 | 2-1 | 1-0 | 1-0 |
| 3    | Nabil Three Star ClubT        | 32  | 17 | 9  | 5 | 3 | 24 | 15 | +9   |  | Nabil Three Star ClubT        |     |     |     | 0-0 | 0-0 | 2-1 |
| 4    | Népal Police Club             | 26  | 17 | 7  | 5 | 5 | 25 | 14 | +11  |  | Népal Police Club             |     |     |     |     | 2-0 | 0-2 |
| 5    | Sankata Boys Sports Club      | 24  | 17 | 6  | 6 | 5 | 17 | 13 | +4   |  | Sankata Boys Sports Club      |     |     |     |     |     | 2-2 |
| 6    | Nepal Armed Police Force Team | 22  | 17 | 6  | 4 | 7 | 24 | 27 | -3   |  | Nepal Armed Police Force Team |     |     |     |     |     |     |

|  | Qualification pour la Coupe du président de l'AFC 2014 |
|  | T : Tenant du titre                                    |

## Bilan de la saison
| Championnat du Népal de football 2013-2014 |                                   |
| Champion                                   | Manang Marsyangdi Club (7e titre) |
| Qualifications continentales               |                                   |
| Coupe du président de l'AFC 2014           | Manang Marsyangdi Club            |
| Promotions et relégations                  |                                   |
| Promus en A Division League                | Aucun                             |
| Relégués en B Division League              | Rani Pokhari Corner Team          |
| Relégués en B Division League              | Boys Union Club                   |